# Manpreet Singh
Pour les articles homonymes, voir Singh.
Manpreet Singh Pawar est un joueur de hockey sur gazon indien né le 26 juin 1992 à Mithapur dans le Gujarat.

## Carrière

### Jeune joueur
Avec les U21 de l'Équipe d'Inde de hockey sur gazon, il est médaillé d'or à la Coupe de Johor en 2013.

### Joueur professionnel
Avec l'Équipe d'Inde de hockey sur gazon, il est médaillé de bronze aux deux éditions consécutives de la ligue mondiale (2014-2015, 2016-2017) et aux jeux asiatiques de 2018, médaillé d'argent en Coupe d'Asie 2013, aux jeux de Commonwealth en 2014, aux jeux sud-asiatiques en 2016 et aux deux éditions consécutives en Champions Trophy (2016 et 2018) et médaillé d'or aux deux éditions en Champions Trophy asiatique en 2011 et 2018, aux jeux asiatiques de 2014 et en Coupe d'Asie 2017.
Le 5 juillet 2021, il est nommé porte-drapeau de la délégation indienne aux Jeux olympiques d'été de 2020 par l'Association olympique indienne, conjointement avec la boxeuse Mary Kom.